# Traversées (film)
Cet article concerne le film de Mahmoud Ben Mahmoud. Pour le roman de Danielle Steel, voir Traversées.
Pour plus de détails, voir Fiche technique et Distribution.
Traversées est le premier film tunisien de Mahmoud Ben Mahmoud, réalisé en 1982.

## Thématique
C'est à partir d'une expérience vécue que Mahmoud Ben Mahmoud tire l'histoire du film, celle d'avoir été refoulé à l'entrée au Royaume-Uni et, à cette occasion, d'avoir rencontré un Polonais, lui-même subissant la même mésaventure au retour en Belgique.
Dans le film, un Slave, probablement Polonais, et un Arabe sont refoulés lorsqu'ils tentent de rejoindre Douvres le 31 décembre 1980, mais également interdits de retour à Ostende où ils arrivent le 1er janvier 1981, leurs visas ayant expiré. Ils se retrouvent alors confinés dans le bateau qui les a transportés. Commencent « alors un autre temps, une autre perception de soi et des autres, de la vie, de l'existence, de la mort… ». Ce ballottement entre deux rives dont ils sont exclus, au rythme des traversées du car-ferry dont ils ne peuvent descendre, « va permettre aux deux hommes de se connaître et de se découvrir ».
Tout semble séparer l'intellectuel Youssef (Fadhel Jaziri) et Bogdan (Julian Negulesco). Le premier est silencieux et imperturbable, le deuxième bavard et inquiet. Les deux hommes, étrangers aux autres, sont aussi étrangers l'un à l'autre, bien qu'ils partagent une certaine ambiguïté sur leurs origines. Mahmoud Ben Mahmoud s'éloigne ainsi des clichés, qui attendraient une solidarité entre deux opprimés, jouant plus finement sur la fraternité qui peut naître entre deux individus vivant le même sort. Lorsque les deux hommes réussissent à s'enfuir pour une virée à Ostende, Bogdan ne comprend pas que Youssef souhaite remonter à bord. La fuite ou la clandestinité ne sont pas des solutions. Bogdan, qui veille à ne pas perdre son humanité en veillant à son apparence, décidera de quitter son enfermement en décapitant son gardien, sans chercher à s'enfuir : ce qui compte, c'est de mettre fin au temps qui enferme dans sa répétition. 
Le film change alors d'atmosphère, qui devient à la fois érotique et brumeuse, et se termine par la vision de Youssef et d'une jeune femme, assis côte à côte. Ben Mahmoud l'explique ainsi : « J'avais besoin de réhabiliter cette dimension privée qui, en fait, sous-tend toute religion : la vie même du prophète, sa relation avec les femmes ».

## Fiche technique
- Réalisation : Mahmoud Ben Mahmoud
- Scénario : Mahmoud Ben Mahmoud et Philippe Lejuste
- Photographie : Gilberto Azevedo
- Son : Faouzi Thabet
- Musique : Francesco Accolia

## Distribution
- Fadhel Jaziri : Youssef
- Julian Negulesco : Bogdan
- Eva Darlan : Véra
- Vincent Grass : policier britannique
- Christian Maillet : commissaire